# Pholeomyia palparis
Pholeomyia palparis är en tvåvingeart som först beskrevs av Becker 1907.  Pholeomyia palparis ingår i släktet Pholeomyia och familjen sprickflugor.
Artens utbredningsområde är Paraguay. Inga underarter finns listade i Catalogue of Life.